# Trofeo Taçi Oil
Il Trofeo Taçi Oil è una manifestazione calcistica amichevole nata nel 2008 e organizzata dall'azienda petrolifera albanese Taçi Oil International, fondata da Rezart Taçi, con il patrocinio dell'UNICEF.
Si svolge a Tirana e vi partecipa una squadra albanese e un club europeo.

## Albo d'oro
- 2008  Tirana
- 2009  Milan
- 2010  Real Madrid

## Edizioni

### 2008
| Arbitro: | Janku |

|                      |           |                |
| Xhafa 29’ Muzaka 72’ | Marcatori | 91’ Ronaldinho |

### 2009
| Tirana 12 maggio 2009, ore 19:00 CEST                                                                    | Albania   | 3 – 3                                   | Milan | Qemal Stafa |
| \| \| \| \| \| Vila 64’ Muzaka 71’ Salihi 76’ \| Marcatori \| 22’ Ronaldinho 48’ Ševčenko 87’ Inzaghi \| |           |                                         |       |             |
| |           |                                         |       |             |
| Vila 64’ Muzaka 71’ Salihi 76’                                                                           | Marcatori | 22’ Ronaldinho 48’ Ševčenko 87’ Inzaghi |       |             |

Sono stati devoluti 50.000 euro all'UNICEF per il progetto Albania Reads ed altri 50.000 euro alla Fondazione Bambini Albanesi "Domenick Scaglione".

### 2010
| Arbitro: | Jareci |

|           |           |                      |
| Xhafaj 2’ | Marcatori | 36’ Kaká 81’ Benzema |

Partita sospesa per 90 minuti a causa di un black out.